# I Kissed a Girl
„I Kissed a Girl” este un cântec al interpretei Katy Perry scris de Perry, Dr Luke, Max Martin si  Cathy Dennis. A fost produsa de Dr. Luke pentru albumul lui Katy din 2008, One of the Boys. Perry a zis ca melodia este "despre magica frumusete a femeii".
Melodia a avut un mare succes comerial. I Kissed a Girl a obținut locul 1 în 30 de tari,printre care si Australia, Canada, Irlanda si Marea Britanie.
"I Kissed a Girl" a fost cantata si nominalizata la cea de a 51 editie a premiilor Grammy (Grammy Award for Best Female Pop Vocal Performance). A mai fost nominalizate pentru Favorite Song la 2009 Kids' Choice Awards.

## Clasamente
| Clasament(2008)                   | Poziție |
| --------------------------------- | ------- |
| Australian ARIA Singles Chart     | 1       |
| Austrian Singles Chart            | 1       |
| Belgian Singles Chart (Flanders)  | 1       |
| Belgian Singles Chart (Wallonia)  | 3       |
| Canadian Hot 100                  | 1       |
| Cehia Airplay Chart               | 1       |
| Danish Singles Chart              | 1       |
| Dutch Singles Chart               | 1       |
| Eurochart Hot 100 Singles         | 1       |
| Finnish Singles Chart             | 4       |
| French Singles Chart              | 5       |
| German Singles Chart              | 1       |
| Greek Singles Chart               | 1       |
| Hungarian Airplay Top 40          | 1       |
| Irish Singles Chart               | 1       |
| Italian FIMI Singles Chart        | 1       |
| Noua Zeelandă RIANZ Singles Chart | 1       |
| Norwegian Singles Chart           | 1       |
| Spanish Singles Chart             | 1       |
| Swedish Singles Chart             | 1       |
| Swiss Singles Chart               | 1       |
| Turkey Top 20                     | 3       |
| UK Singles Chart                  | 1       |
| U.S. Billboard Hot 100            | 1       |
| U.S. Billboard Pop 100            | 1       |

| Country        | Certifications (sales thresholds) |
| -------------- | --------------------------------- |
| Australia      | 2× Platinum                       |
| Austria        | Platinum                          |
| Belgia         | Gold                              |
| Brazilia       | Platinum                          |
| Canada         | 7× Platinum                       |
| Danemarca      | 3× Platinum                       |
| Germania       | Platinum                          |
| New Zealand    | Platinum                          |
| Spania         | Platinum                          |
| Elveția        | Platinum                          |
| United Kingdom | Gold                              |
| Statele Unite  | 3× Platinum                       |

## Premii si nominalizari
| Year | Title                         | Award                             | Nominated work    | Result       |
| ---- | ----------------------------- | --------------------------------- | ----------------- | ------------ |
| 2008 | MTV Video Music Awards        | Best Art Direction                | "I Kissed a Girl" | Nominalizat  |
| 2008 | MTV Video Music Awards        | Best Cinematography               | "I Kissed a Girl" | Nominalizat  |
| 2008 | MTV Video Music Awards        | Best Editing                      | "I Kissed a Girl" | Nominalizat  |
| 2008 | MTV Video Music Awards        | Best Female Video                 | "I Kissed a Girl" | Nominalizat  |
| 2008 | MTV Video Music Awards        | Best New Artist                   | "I Kissed a Girl" | Nominalizat  |
| 2008 | Teen Choice Award             | Choice MySpacer                   | MySpace Page      | Nominalizat  |
| 2008 | MTV Video Music Brasil        | International Artist              | Katy Perry        | Nominalizat  |
| 2008 | MTV Europe Music Award        | Best New Act                      | Katy Perry        | Câștigat*    |
| 2008 | MTV Europe Music Award        | Most Addictive Track              | "I Kissed a Girl" | Nominalizat* |
| 2008 | Los Premios MTV Latinoamérica | Best International New Artist     | Katy Perry        | Nominalizat  |
| 2008 | Los Premios MTV Latinoamérica | Song of the Year                  | "I Kissed a Girl" | Nominalizat  |
| 2009 | Grammy Awards                 | Best Female Pop Vocal Performance | "I Kissed a Girl" | Nominalizat  |
| 2009 | Kids Choice Awards            | Best Song                         | "I Kissed a Girl" | Nominalizat  |
| 2009 | MTV Video Music Awards Japan  | Best Pop Video                    | "I Kissed a Girl" | Câștigat     |